# Ōiso-juku
Ōiso-juku (jap. 大磯宿 Ōiso-juku) – ósma z 53 stacji szlaku Tōkaidō, położona obecnie w mieście Ōiso w prefekturze Kanagawa.

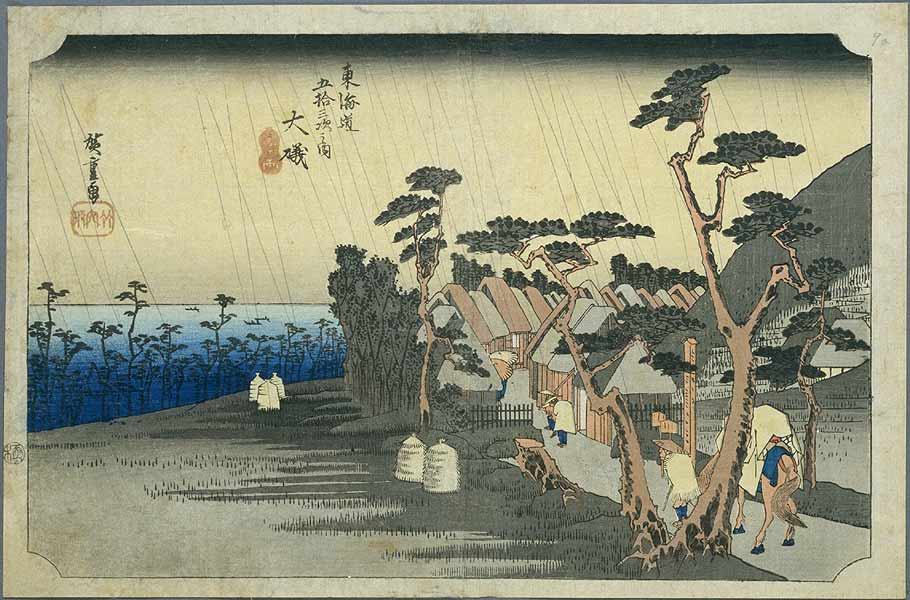
Stacja w latach 30. XIX wieku, Hiroshige Andō

Została założona, podobnie jak inne shukuby w 1601. Trzy lata później zasadzono tu na obszarze 3,9 km² sosny i wiązowce by zapewnić cień podróżnym.